# 持续改进
持续改进流程（又称为渐进改善流程，梯级改进流程）是一种过程或提高生产率的手段，旨在保持稳定而又持续的增长以及改善某一或某些过程的所有阶段或部分。